# 中央アメリカ史
中央アメリカ史（ちゅうおうアメリカし）はオルメカ文明やテオティワカン文明に始まり、現代に至るまでの中央アメリカ地域の歴史を指す。中央アメリカ（Central America）といった場合、通常はメキシコは含まれないが、地理的、歴史的な連続性からメキシコを含めて中央アメリカ史とする。
- オルメカ文明
- テオティワカン文明
- サポテカ文明
- マヤ文明
- ミシュテカ文明
- アステカ帝国
- タラスカ王国
- 植民地時代

## 各国史
- グアテマラの歴史（グアテマラ）
- ベリーズの歴史（ベリーズ）
- ホンジュラスの歴史（ホンジュラス）
- ニカラグアの歴史（スペイン語版、英語版）（ニカラグア）
- エルサルバドルの歴史（エルサルバドル）
- コスタリカの歴史（コスタリカ）
- パナマの歴史（パナマ）

　※ 「の歴史」が赤字リンクの場合、各国の記事から独立した歴史単独の記事がないことを意味する。